# TKD
TKD (пол. czolg TK uzbrojony w dzialko, Танк класса TK, вооружённый пушкой) — польская САУ, созданная на основе танкетки TKS. Всего было выпущено 4 экземпляра этой машины, которые воевали под Варшавой в 1939 году.

## История

### Причины
После развертывания серийного производства танкеток TK-3 были начаты поиски альтернативного использования ходовой части этих машин. Один из них привел к созданию легкого артиллерийского тягача С2Р, второй был направлен на создание самоходных противотанковых установок. Работы по самоходкам на базе TK-3 начались ещё в 1932 году. Считалось, что для поддержки наступающих кавалерийских бригад будет достаточно орудия калибра 37-мм. Проблема была в том, что у поляков были только САУ с орудиями SA18.

### 47-мм орудие wz.25 Pocisk
В апреле 1932 года инженер Й. Лапушевский, работавший в BK Br.Panc WIBI, разработал проект легкой САУ, оснащенной 47-мм противотанковой пушкой wz.25 «Pocisk» («Пуля»), скорострельность которой составляла 16 выс./мин. Такое орудие могло стрелять на расстояние до 6,5 км и пробивать броню толщиной 20 мм с расстояния 1025 м. Ходовая часть танкетки при этом модернизировалась путём усиления узлов подвески и применения более широких гусениц. Также предлагались варианты установить 37-мм пушку SA18 или орудие 47mm Vickers QF.

### Первые прототипы
Прототип танкетки с 47-мм пушкой был построен в мае 1932 года. Эта машина получила серийный номер 1159 и официальное обозначение TKD. Следом на испытания были представлены ещё три самоходки с серийными номерами 1156, 1157 и 1158. Такая скорость объяснялась небольшим объёмом доработок конструкции TK-3, а также тем, что самоходки выпускались путём конверсии уже готовых танкеток. Наибольшим доработкам подвергся только корпус, который был изготовлен из обычной стали. Внутри размещались места водителя, командира и заряжающего. Боевое отделение, в целях увеличения свободного пространства, не имело крыши. Пушка устанавливалась за бронещитом, несколько возвышаясь над корпусом.

### Испытания
С весны по лето 1932 года польская армия провела испытания самоходных установок на предмет использования в качестве средства огневой поддержки пехоты. Военных танкетка удовлетворила, но серийное производство решили не налаживать ввиду слабой защиты и высокой стоимости модернизации.

### Служба
Четыре TKD были приняты в армейскую эксплуатацию и поступили на вооружение в 10-ю моторизованную кавалерийскую бригаду, где составили экспериментальный взвод. Осенью 1932-го и летом 1933 года самоходки активно использовались в ходе общевойсковых маневров. Ввиду недостаточной мощности орудия TKD должны были выполнять задачу по борьбе с пехотными и кавалерийскими подразделениями противника. Интерес к подобным машинам со стороны Генерального штаба был достаточно велик, но в 1935 году танкетку признали устаревшей. Осенью 1937 года самоходки были отправлены на склад, но уже в следующем году их пришлось вновь вернуть в строй.
Резкое изменение политической обстановки потребовало усилить бронетанковую группировку на западной и южной границе, в связи с чем TKD в августе 1938 года отправили на полигон, а в октябре они приняли участие в оккупации области Заолжье (Чехословакия), где компактно проживало польское население. Помимо этого, отрабатывались планы по отражению атак советских мехкорпусов, в которых по расчетам польского командования находилось по 300 танков БТ-5. На таких испытаниях TKD выполняли функции противотанковых средств.
Перед войной отдельный взвод самоходных установок всё ещё находился в составе 10-й бригады, но подчинялся оперативной группе «Силезия». К этому времени взвод пополнился двумя опытными САУ TKS-D Далее сведения об их судьбе расходятся. Есть мнение, что все TKD были выведены из состава 10-й кавбригады и одна-две самоходки в середине сентября 1939 года принимали участие в обороне Варшавы. Достоверно известно лишь то, что одна TKD была брошена экипажем и досталась немцам.